# Kurdiumivka, Șostka
Kurdiumivka (în ucraineană Курдюмівка) este un sat în așezarea urbană Voronij din raionul Șostka, regiunea Sumî, Ucraina.

## Demografie
Componența lingvistică a localității Kurdiumivka
     Ucraineană (100%)
Conform recensământului din 2001, toată populația localității Kurdiumivka era vorbitoare de ucraineană (100%).